# Michele Nitti
Michele Nitti (Acquaviva delle Fonti, 23 maggio 1981) è un musicista e politico italiano.

## Biografia
Laureato con 110/110 e Lode in Lettere e Filosofia presso l’Università degli Studi di Bari, all’età di 24 anni termina gli studi di Direzione d’orchestra presso il Conservatorio di Musica “G. Verdi” di Milano, dopo esser stato nominato “miglior allievo di Direzione d’Orchestra”.
Successivamente si perfeziona con Salvador Mas Conde presso il Conservatorio di Musica di Vienna, con Riccardo Muti presso la Mediterranean Music Academy di Malta, con Gabriele Ferro presso l’Accademia di Musica di Fiesole e con Donato Renzetti.
Viene regolarmente invitato come Direttore ospite da importanti istituzioni concertistiche e dirige concerti presso numerosi teatri italiani.
Ha diretto solisti prestigiosi come Francesco Manara, primo violino del Teatro alla Scala di Milano, Francesca Dego, Ilia Kim, Ludmil Angelov, Maria José Siri e Gloria Campaner.
Nel 2006 ha esordito a Parma in ambito operistico con La Bohéme di G. Puccini (regia: Renato Bonajuto). Per la Stagione Lirica di Lecce ha recentemente diretto La Traviata di Giuseppe Verdi (regia: Alessio Pizzech).
Numerose le prime assolute affidate alla sua direzione. Ha inciso con l’Orchestra di Milano Classica per la Bongiovanni gli Intermezzi all’opera del Pimpinone di T. Albinoni (regia: Roberto Recchia).
All’attività artistica affianca quella accademica: presso la facoltà di Scienze della Comunicazione dell’Università di Teramo ha tenuto una conferenza sul tema “L’interprete al tempo dei nuovi media”.
Dal 2007 ricopre la Cattedra di Esercitazioni Orchestrali dapprima presso il Conservatorio di Musica “Nicolini” di Piacenza e attualmente è titolare presso il Conservatorio di Musica Tito Schipa di Lecce.

### Attività politica
Alle elezioni politiche del 2018 è eletto deputato del Movimento 5 Stelle nel collegio uninominale Puglia 2 - 07 (Lecce) con il 40,07%, superando il candidato del centrodestra Saverio Congedo (33,42%) e quello del centrosinistra Salvatore Capone (17,76%). Dal 2018 è membro della VII Commissione permanente Cultura, Scienza e Istruzione. Si occupa in particolare di alta formazione artistica, musicale e coreutica, di tutela del patrimonio artistico, paesaggistico e museale, di spettacolo dal vivo e Fondo Unico dello Spettacolo (FUS).
Ha presentato sette proposte di legge. La prima (A.C 1553) volta a introdurre l’insegnamento della storia della musica nella scuola superiore, la seconda (A.C 1554) per finanziare la digitalizzazione delle tesi di laurea degli studenti iscritti ai corsi di studio di secondo livello presso gli istituti di alta formazione artistica, musicale e coreutica, la terza sulla regolamentazione delle attività formative degli studenti con disabilità nelle istituzioni di alta formazione, artistica, musicale e coreutica (A.C 2509 ), la quarta sulle "Modifiche al codice dei beni culturali e del paesaggio, di cui al decreto legislativo 22 gennaio 2004, n. 42, in materia di riconoscimento, tutela e valorizzazione dei beni musicali" (A.C 2754 ), la quinta recante la "Delega al Governo per l'introduzione di forme di sperimentazione didattica destinate agli studenti contemporaneamente iscritti a corsi di studio delle scuole secondarie di secondo grado e delle istituzioni di alta formazione artistica, musicale e coreutica" (A.C 3399), la sesta volta a modificare l'articolo 97-bis del DL 14 agosto 2020, n. 104 per rendere strutturale la possibilità di destinare la quota del 2x1000 dell'imposta sul reddito delle persone fisiche alle associazioni culturali (A.C. 3196), la settima recante "Disposizioni per la valorizzazione del melodramma italiano" (A.C. 3151) per sostenere la candidatura UNESCO de L'arte del canto lirico italiano annunciata dalla Commissione Nazionale Italiana Unesco per il ciclo 2023. Sul tema del 2x1000 alle associazioni culturali, è stato primo firmatario dell'ordine del giorno 9/3522/91, approvato dalla Camera.
Ha presentato una Risoluzione (7-00192) sul potenziamento delle biblioteche dei conservatori e degli archivi dell'alta formazione artistica, musicale e coreutica, approvata il 23 ottobre 2019.
Ha presentato una mozione (1/00231), approvata il 6 novembre 2019 dalla Camera dei Deputati, che impegna il Governo a istituire una Giornata dedicata a Dante Alighieri (Dantedì), in occasione del settimo centenario della morte del Sommo Poeta. La mozione è stata approvata all'unanimità dalla Camera dei deputati il 5 novembre 2019.
Il 22 aprile 2020 ha presentato una mozione (1/00343) sul il progetto denominato «Pietre d'inciampo» (Stolpersteine), ideato e realizzato dall'artista tedesco Gunter Demnig per ricordare le singole vittime della deportazione nei campi di concentramento e di sterminio nazisti.
Nell'autunno stesso anno ha presentato risoluzioni parlamentari (7/00547) sul Sistema nazionale delle Orchestre sinfoniche, (7-00567) sulla diffusione della pratica musicale amatoriale e il sostegno alla produzione e distribuzione di strumenti musicali e (7-00568) sul completamento dell'iter di candidatura dell'opera lirica italiana come bene immateriale dell'umanità presso l'Unesco.
Con il deputato Paolo Lattanzio ha presentato la proposta di legge “Disposizioni per il contrasto della povertà educativa e per la promozione delle arti performative” (A.C. 3030) per la creazione di un fondo per il contrasto alla povertà educativa e per l'inclusione sociale attraverso le arti performative. Sullo stesso argomento è stato approvato l'ordine del giorno 9/3132-AR/125 a prima firma Nitti.
Con i deputati Paolo Siani e Paolo Lattanzio ha presentato un emendamento sui “ristori educativi” che ha permesso di assegnare 2 milioni di euro per ristorare i ragazzi e le ragazze che durante la pandemia da Covid-19 hanno dovuto rinunciare a numerosi giorni di scuola attraverso attività culturali e sportive, con il fine di ridurre i gap formativi e relazionali. Viene nominato relatore della proposta di legge "Istituzione del Sistema nazionale a rete degli osservatori dello spettacolo" (A.C 1582), a prima firma Alessandra Carbonaro.
Durante la crisi del Governo Conte 1 manifesta pubblicamente il proprio stupore circa la decisione di affidare le sorti di un nuovo esecutivo Pd-M5S a una votazione sulla piattaforma Rousseau con modalità e tempistiche che considera “uno sgarbo istituzionale” e in conflitto “con le procedure costituzionali”, e definisce quella decisione frutto di una scelta non condivisa da parte dei gruppi parlamentari.
Il 21 gennaio 2020 lascia il Movimento 5 Stelle e passa al Gruppo misto.
Dalle pagine de La Gazzetta del Mezzogiorno racconta il proprio disappunto per “quella schizofrenia che contrapponeva un approccio ciecamente dogmatico – che è peggio dell'ideologismo – su alcuni temi, ad un atteggiamento derogatorio nei confronti dei regolamenti interni (penso al tema del “doppio incarico”, o al cosiddetto “mandato zero”) o finanche nei confronti della Costituzione”.
Tra le ragioni che lo spingono a lasciare il Movimento il 21 gennaio 2020 Nitti sottolinea l'incapacità “di assicurare maggiore collegialità, di rendere deliberante l'assemblea stessa, di elaborare una linea politica realmente condivisa, unitaria e partecipata” e imputa i ritardi con cui vengono effettuate le rendicontazioni di larga parte degli esponenti del Movimento alla “sostituzione del comitato di garanzia con un comitato per le rendicontazioni (di cui nessuno aveva mai sentito parlare prima)”, al “versamento da effettuare ad un conto privato e non più al fondo per il microcredito”, alla “decisione di destinare in caso di improvviso scioglimento delle Camere eventuali risorse residue a Rousseau (cosa che, dopo enormi polemiche, è stata modificata)”.
Durante le elezioni regionali 2020 in Puglia sostiene la posizione del Premier Conte di tentare una simmetria politico-programmatica del governo nazionale su base regionale e si oppone a quanti, nel Movimento 5 stelle, rifiutano aprioristicamente il dialogo condannandosi “all'opposizione perpetua e a misurarsi con il banco di prova di una reale esperienza di governo”.
Il 26 agosto 2020 lancia "Otto idee per la cultura" approfondite in un dibattito pubblico con gli interventi di Ferdinando Montalti, Monica Barni, Luciano Modica, Flavia Piccoli Nardelli e altri esponenti del mondo culturale italiano. Larga parte di queste proposte vengono raccolte da Michele Emiliano nel suo programma elettorale.
Il 10 dicembre 2020 passa con un altro ex esponente del Movimento, Paolo Lattanzio, al PD.
Il 17 dicembre 2021 ha promosso insieme alla deputata Flavia Piccoli Nardelli un'agorà dal titolo “Cultura: patrimonio della comunità” dando vita ad un dibatto pubblico sul ruolo e sulle funzioni della cultura con esponenti del mondo culturale italiano fra cui Valdo Spini, Silvia Costa, Antonella Agnoli, Giovanni Solimine, Carmine Marinucci, Maurizio Gentilini, Umberto Croppi, Paola Dubini, Rosa Maiello, Gianni Torrenti, Domenico Barbuto.
È stato proponente e relatore dell'indagine conoscitiva sulle 14 Fondazioni Lirico-Sinfoniche italiane incardinata e svolta nella VII Commissione della Camera dei Deputati.
L'11 maggio 2021 viene nominato relatore della riforma sul diritto d'autore (Interventi in materia di disciplina, intermediazione e gestione dei diritti d'autore e dei diritti connessi)
Il 18 giugno 2021 ha depositato una risoluzione sui cori e le orchestre universitarie.
Nel 2022 pubblica un volume sugli atti parlamentari di Giuseppe Verdi dal titolo “Verdi. Diario dell'attività parlamentare” edito da Manzoni Editore, con la prefazione del Ministro Dario Franceschini.
Il 29 luglio 2022 annuncia la costituzione di dieci nuove orchestre (a seguito di quanto previsto dal nuovo schema di decreto FUS per il triennio 2022/2024), un'iniziativa per cui si è particolarmente speso nel corso dell'intera legislatura,.
Oltre trecento fra intellettuali, uomini di cultura, giornalisti, professori universitari, direttori e docenti di accademie e istituti di alta formazione artistica, artisti di fama internazionale sottoscrivono l'appello lanciato il 30 luglio 2022 dal giornalista RAI Enzo Quarto per sostenere pubblicamente una ricandidatura di Nitti al Parlamento italiano.
Alle elezioni politiche del 2022 viene candidato al Senato per il centro-sinistra (in quota PD) nel collegio uninominale Puglia - 03 (Bari), dove ottiene il 23,51%, superato da Filippo Melchiorre del centrodestra (38,58%) e da Maria La Ghezza del Movimento 5 Stelle (28,31%); non è dunque eletto.

## Riconoscimenti
Il 16 marzo 2022 l'Accademia Pugliese delle Scienze delibera all'unanimità la sua nomina a "Socio corrispondente" della Classe di Scienze morali.